# Eduard Bachl
Eduard Bachl (* 13. Oktober 1899 in Neustadt an der Donau; † 7. Oktober 1968 in München) war ein deutscher SS-Oberführer der Allgemeinen SS (1939) und Waffen-SS (1944).

## Leben
Bachl war Teilnehmer am Ersten Weltkrieg. Seinen Lebensunterhalt bestritt er anschließend als Handlungsgehilfe und Buchhalter, bis er Ende der 1920er Jahre arbeitslos wurde. Der NSDAP gehörte er 1923 an und trat der Partei nach deren vorübergehendem Verbot erneut zum 8. August 1925 bei (Mitgliedsnummer 14.179). Zeitgleich wurde er 1925 Mitglied der SA, von der er 1926 zur SS wechselte (SS-Nummer 651). Im Dezember 1931 wurde er in der Verwaltung beim Reichsführer SS Heinrich Himmler hauptamtlich tätig. Nach Beginn der Zeit des Nationalsozialismus war er von 1934 bis 1938 Personalreferent beim Reichsführer SS und leitete 1938/39 das Verwaltungsamt des SS-Oberabschnitts Elbe. 1939/40 war er als Stabsintendant (IVa) zuständig für die Versorgung der 12. SS-Totenkopfstandarte. Von 1940 bis 1942 leitete er das Verwaltungsamt des SS-Oberabschnitts West.
Nach dem Überfall auf die Sowjetunion verfasste er im September 1941 die Schrift „Der Kampf im Osten“. Ab Ende Januar 1942 war er Intendant (IVa) bei der Kampfgruppe Jeckeln, die für Kriegsverbrechen verantwortlich war. Von Anfang August 1942 bis Mitte Januar 1945 war er SS-Wirtschafter im Stab des Höheren SS- und Polizeiführers Ostland und Russland-Nord Friedrich Jeckeln. In Lettland war er als SS-Wirtschafter in die Judenverfolgung involviert. So unterstand Bachl und dem für den Zwangsarbeitseinsatz jüdischer Menschen zuständigen Wilhelm Schitli wiederum die SS-Kommandantur des KZ Kauen.
Auch nach Auflösung der Dienststelle des HSSPF Ostland gehörte er dem Stab Jeckelns bis zum Frühjahr 1945 an. In der Endphase des Zweiten Weltkrieges war er von Ende März bis Anfang Mai 1945 als SS-Wirtschafter beim Befehlshaber der Waffen-SS in Norwegen eingesetzt. Nach Kriegsende war er in der Festung Akershus interniert.
Später lebte Bachl als Angestellter in München. Ein gegen ihn in Hamburg eingeleitetes postumes Ermittlungsverfahren wurde 1973 eingestellt.